# Comuna Turnu Ruieni, Caraș-Severin
Turnu Ruieni este o comună în județul Caraș-Severin, Banat, România, formată din satele Borlova, Cicleni, Dalci, Turnu Ruieni (reședința), Zervești și Zlagna. Include fosta localitate Ruieni.

## Demografie
Componența etnică a comunei Turnu Ruieni
     Români (92,81%)
     Alte etnii (0,8%)
     Necunoscută (6,39%)
Componența confesională a comunei Turnu Ruieni
     Ortodocși (62,7%)
     Penticostali (20,06%)
     Baptiști (9,74%)
     Alte religii (0,61%)
     Necunoscută (6,9%)
Conform recensământului efectuat în 2021, populația comunei Turnu Ruieni se ridică la 3.131 de locuitori, în scădere față de recensământul anterior din 2011, când fuseseră înregistrați 3.342 de locuitori. Majoritatea locuitorilor sunt români (92,81%), iar pentru 6,39% nu se cunoaște apartenența etnică. Din punct de vedere confesional, majoritatea locuitorilor sunt ortodocși (62,7%), cu minorități de penticostali (20,06%) și baptiști (9,74%), iar pentru 6,9% nu se cunoaște apartenența confesională.

## Politică și administrație
Comuna Turnu Ruieni este administrată de un primar și un consiliu local compus din 13 consilieri. Primarul, Mihuți-Cosmin Belci[*], de la Partidul Național Liberal, este în funcție din octombrie 2020. Începând cu alegerile locale din 2024, consiliul local are următoarea componență pe partide politice:
|  | Partid                          | Consilieri | Componența Consiliului | Componența Consiliului | Componența Consiliului | Componența Consiliului | Componența Consiliului |
|  | ------------------------------- | ---------- | ---------------------- | ---------------------- | ---------------------- | ---------------------- | ---------------------- |
|  | Partidul Social Democrat        | 5          |                        |                        |                        |                        |                        |
|  | Partidul Național Liberal       | 5          |                        |                        |                        |                        |                        |
|  | Uniunea Salvați România         | 2          |                        |                        |                        |                        |                        |
|  | Alianța pentru Unirea Românilor | 1          |                        |                        |                        |                        |                        |

## Legături externe

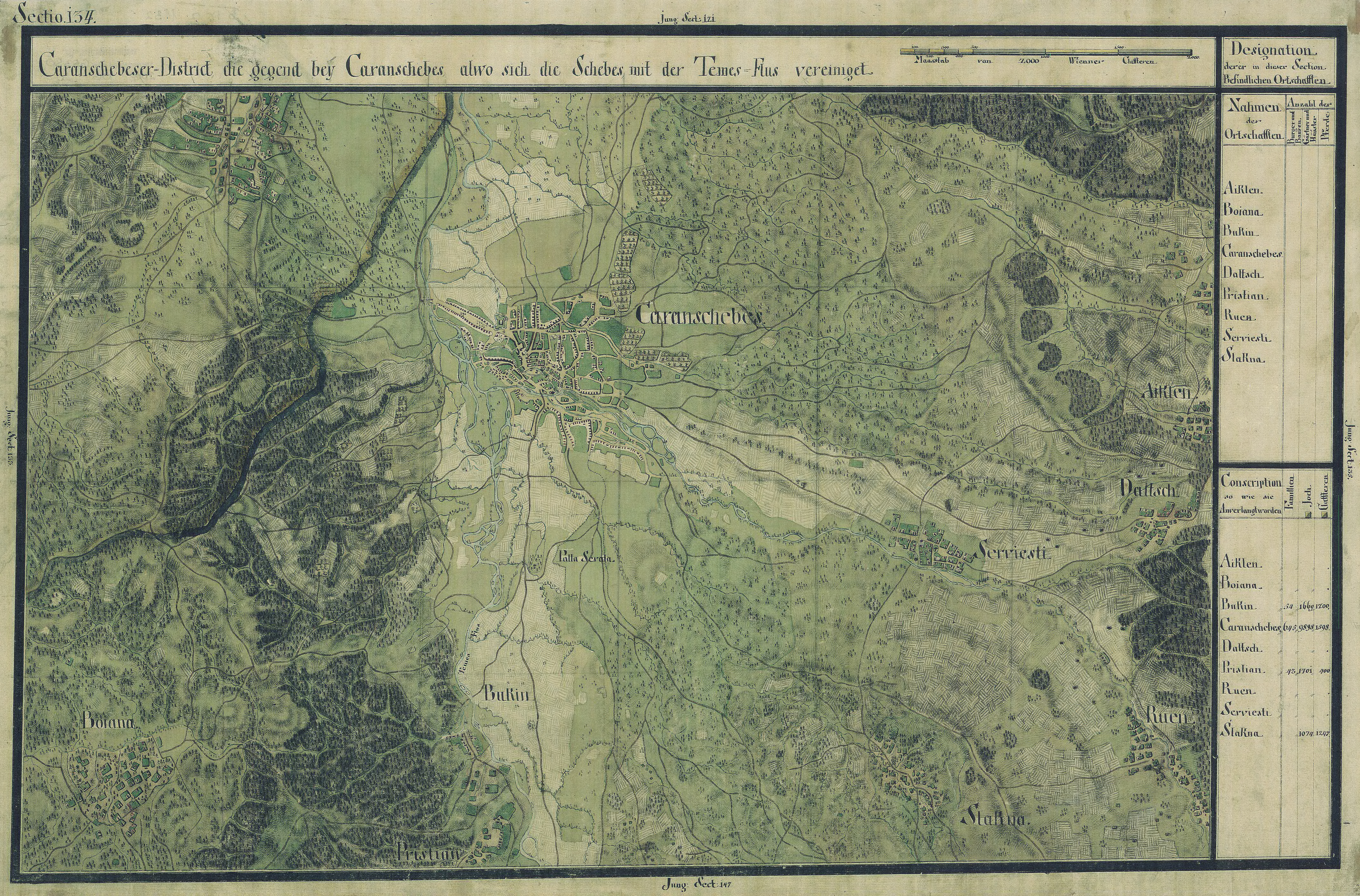
Turnu Ruieni în Harta Iosefină a Banatului, 1769-72